# (5221) Fabribudweis
(5221) Fabribudweis (1980 FB) – planetoida z pasa głównego asteroid okrążająca Słońce w ciągu 5,78 lat w średniej odległości 3,22 j.a. Odkryta 16 marca 1980 roku.